# 伊藤鋼一
伊藤 鋼一（いとう こういち）は、警視庁特殊部隊の元隊員で、危機管理アドバイザー、著作家である。
三重県員弁郡大安町出身。鳥羽商船高等専門学校卒業後、1976年に警視庁警察学校に入校。警視庁の警察官になり、一般機動隊員を経て、特殊部隊SAP（SATの前身）に転属。1989年の昭和天皇崩御に伴う警備を最後に退職は、1994年に月刊『コンバットマガジン』で「警視庁特殊部隊青春物語」を連載する。その後、軍事系雑誌などに自身の体験談等を寄稿する。

## 著作
- 『警視庁特殊部隊の真実 -特殊急襲部隊SAT』大日本絵画